# 트라브니크

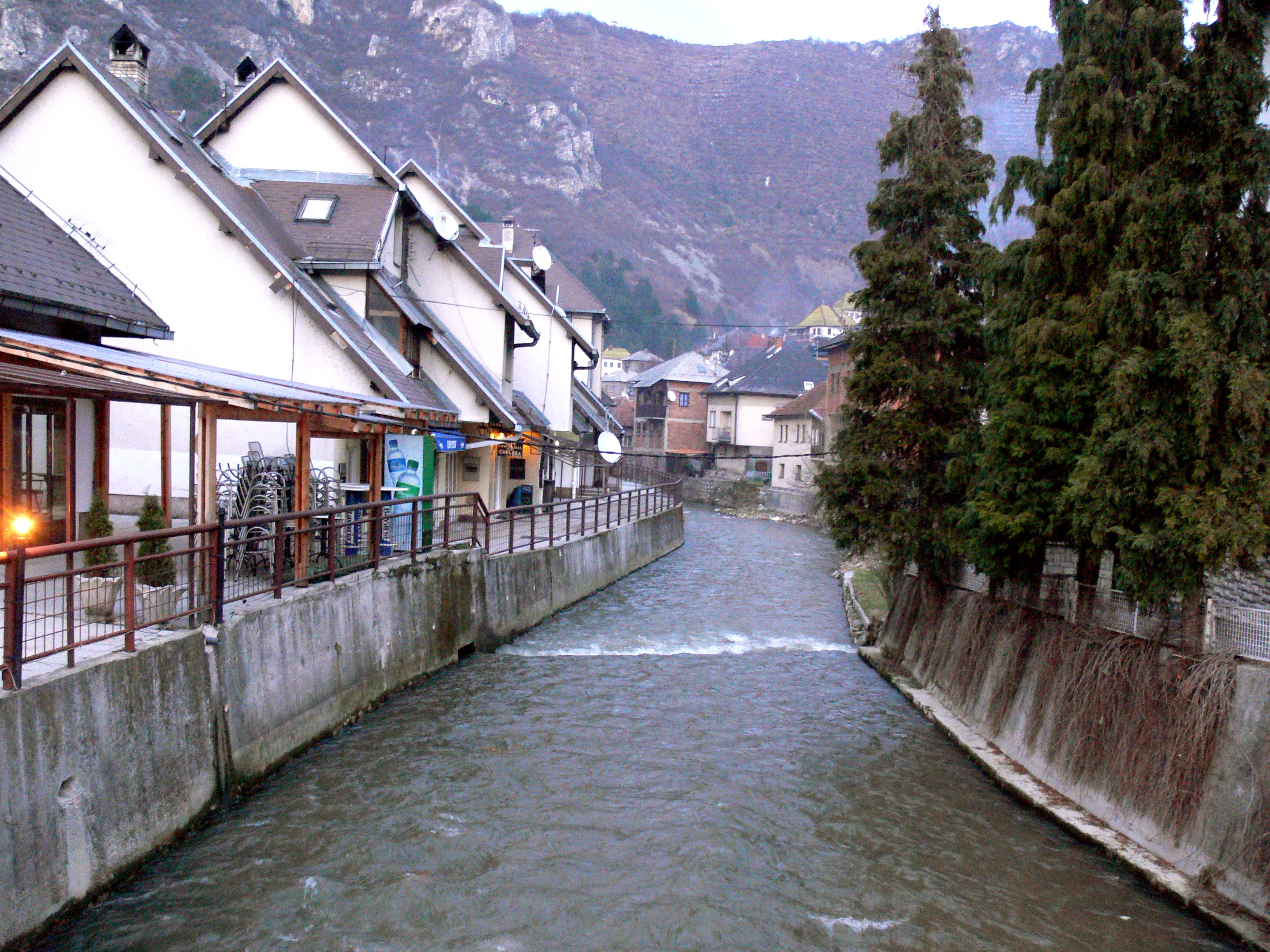
트라브니크 시가지

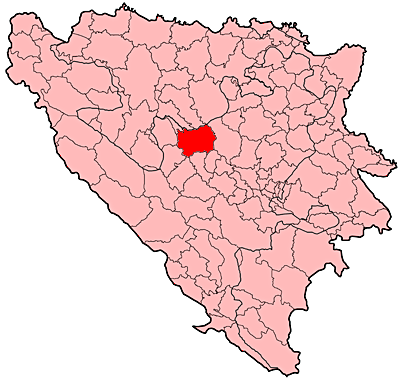
트라브니크의 위치

트라브니크(보스니아어: Travnik, 크로아티아어: Travnik, 세르비아어: Травник, Travnik)는 보스니아 헤르체고비나 중부에 위치한 도시로, 면적은 529km2, 인구는 75,000명이다. 행정 구역상으로는 보스니아 헤르체고비나 연방에 속하는 주인 중앙보스니아 주의 주도이며 사라예보(보스니아 헤르체고비나의 수도)에서 서쪽으로 90km 정도 떨어진 곳에 위치한다.
1697년부터 1850년까지 오스만 제국 보스니아 주의 주도였던 곳이었으며 그로 인해 오스만 제국 시대의 문화 유산이 남아 있다.

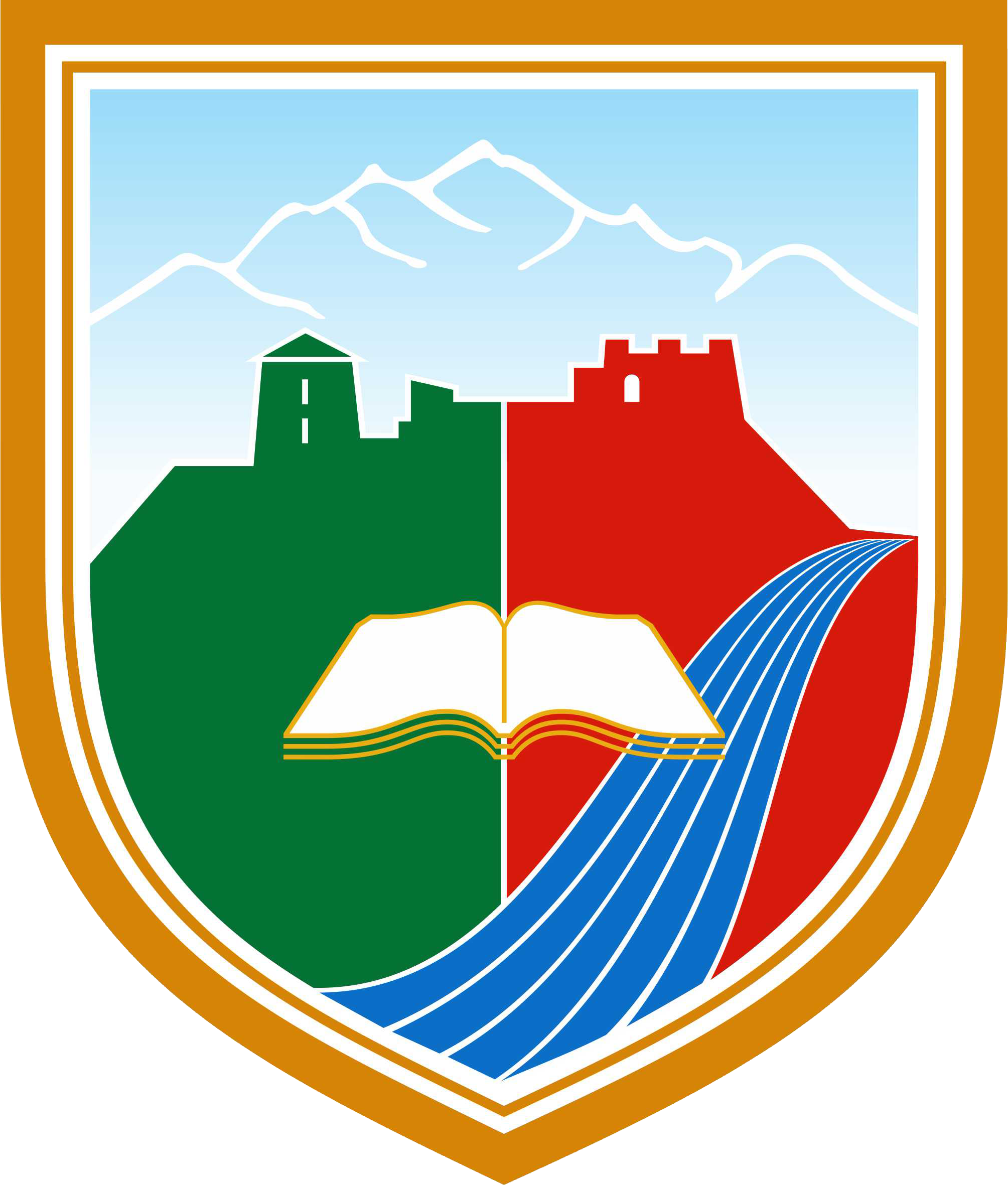
시 문장

## 자매 도시
- 독일 라이프치히
- 세르비아 크루셰바츠